# Logo de Wikipédia
 (août 2023).

Logotype actuel de Wikipédia (créé en 2010), sans texte.

Wikipédia dispose d'un logo depuis son lancement sur Internet en 2001. Le logo de Wikipédia est depuis 2003 une sphère construite à partir de pièces de puzzle.

## Description
La sphère est incomplète pour représenter le caractère inachevé du projet (ajout permanent de nouveaux articles, de nouveaux langages et d'améliorations). Chaque pièce comporte un glyphe de différents systèmes d'écriture qui correspond le plus au « W » latin.
Le mot-symbole « WikipédiA » (« WikipediA » en anglais) est écrit en dessous avec le texte « L'encyclopédie libre » (« The Free Encyclopedia » en anglais) en police Linux Libertine. Le texte est décliné dans chaque langue.
Le logo actuel (2010) est l'œuvre du designer américain Philip Metschan, tandis que David Friedland est co-concepteur de ce logo original. Il est tri-dimensionnel, ce qui permet de représenter ses différentes faces.

### Glyphes représentés
Le tableau ci-dessous reprend l'ensemble des glyphes du logo, y compris ceux qui ne sont pas visibles sur la face principale. 
|                     |                          |                           |                          |                         |                          |                        |                           |                          |                     |
|                     |                          |                           |                          |                         |                          |                        |                           |                          |                     |
|                     |                          |                           |                          | Alphabet arménien       |                          |                        |                           |                          |                     |
|                     |                          |                           | Alphasyllabaire télougou | Alphabet khmer          |                          | Alphabet japonais      | Alphasyllabaire éthiopien |                          |                     |
| Écriture javanaise  | Alphasyllabaire gujarati | Alphabet gotique          | Alphabet latin           | Alphasyllabaire bengali | Alphabet grec            | Alphabet latin         | Alphabet arabe            | Alphasyllabaire pendjabi | Alphabet cyrillique |
| Alphabet cyrillique | Alphasyllabaire lontara  | Alphasyllabaire oriya     | Alphasyllabaire birman   | Devanagari              | Sinogrammes              | Alphabet cyrillique    | Alphabet coréen           | Alphabet latin           | Alphasyllabaire lao |
| Alphabet syriaque   | Alphabet glagolitique    | Alphasyllabaire malayalam | Syllabaire inuktitut     | Alphabet géorgien       | Écriture kannada         | Alphabet hébreu        | Alphasyllabaire thaï      | Thaana                   | Alphabet cyrillique |
| Baybayin            | Alphabet latin           | Alphabet mongol           | Écriture limbu           | Syllabaire cherokee     | Alphasyllabaire tibétain | Alphasyllabaire tamoul | Alphabet singhalais       | Alphabet latin           | Sinogrammes         |
|                     |                          |                           |                          | Alphasyllabaire tai nüa | Alphabet latin           | Alphabet cyrillique    |                           |                          |                     |
|                     |                          |                           |                          | Alphabet grec           | Alphabet arabe           | Alphabet latin         |                           |                          |                     |

### Le globe de Wikipédia sous tous les angles

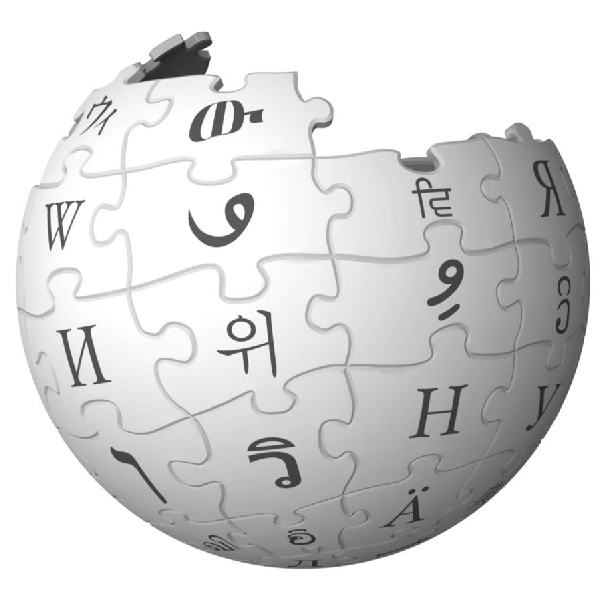
Globe vu de Gauche
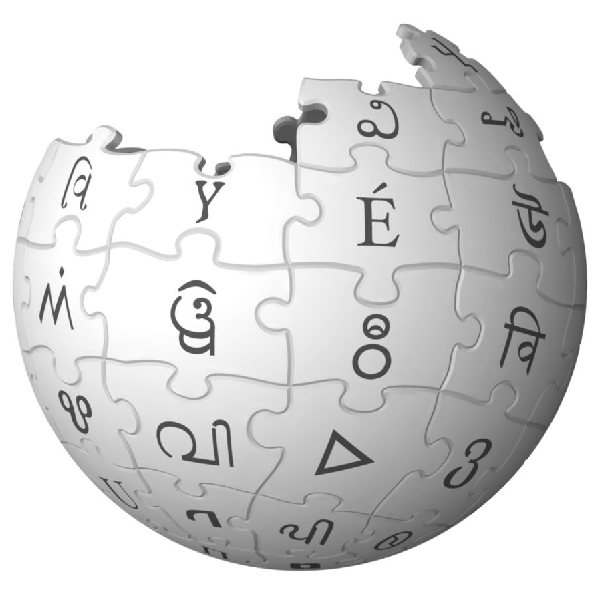
Globe vu de Droite
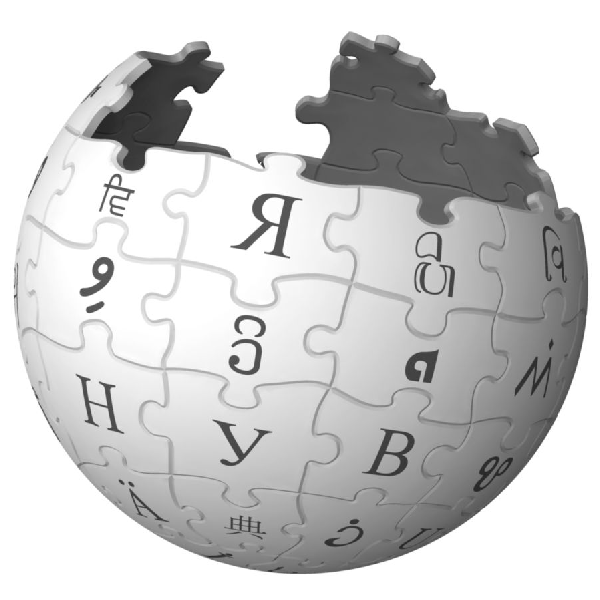
Globe vu de Derrière
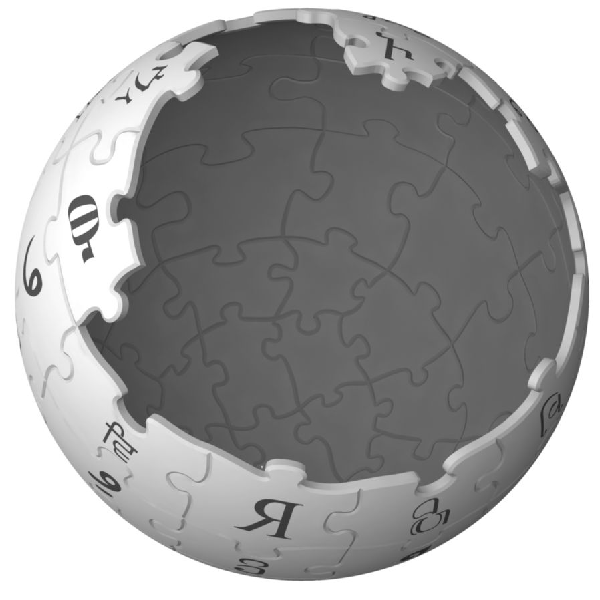
Globe vu du Dessus
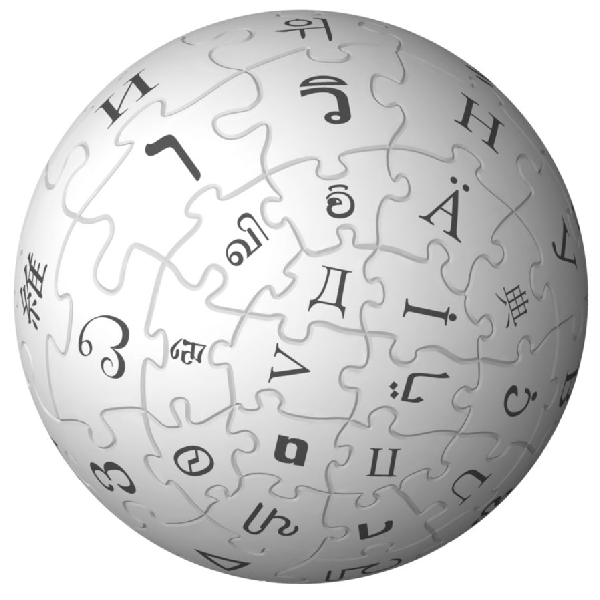
Globe vu du Dessous

## Analyse
En 2003, le logo a été refondu pour y inclure différents alphabets et systèmes d'écritures. Chaque pièce du puzzle est la première syllabe ou le premier caractère du mot Wikipédia dans plusieurs langues (sauf pour le grec, où la lettre oméga a été choisie pour le représenter). Le puzzle n'est pas complet, illustrant ainsi la volonté de Wikipédia d'ajouter toujours plus d'éditions linguistiques. Il « symbolise une construction jamais achevée ». La forme retenue, un globe légèrement incliné, rappelle la planète Terre, indiquant que le savoir est disponible pour toute la planète.
La disposition des différents alphabets a été critiquée, car on retrouve au centre du logo les alphabets les plus répandus : latin, grec, cyrillique, plaçant les autres (hindi, arabe, etc.) en retrait. Pour Ensslin, cela dénote une discrimination des langues et systèmes d'écriture non-européens.
En 2010, le logo a été mis à jour, notamment pour corriger le glyphe en chinois qui était jugé ambigu. Ainsi, pour Androutsopoulos, le logo n'utilise les différents systèmes d'écriture que dans un but illustratif et symbolique.

## Historique du logo
La première police d'écriture utilisée a été créée en 1991 par Jonathan Hoefler et porte son nom. Par la suite, la police Linux Libertine a été choisie pour la remplacer.
En 2003, Wikimedia organise un concours pour choisir le nouveau logo de Wikipédia. Plus de 150 propositions ont été émises, et le logo final, créé par Paul Stansifer, a été choisi par les wikipédiens parmi douze logos finalistes. Ce concours a également permis de désigner le logo de la Wikimedia Foundation et de Mediawiki. « Un second round a (...) appelé les graphistes bénévoles à améliorer le dessin de Paul Stansifer et à l'internationaliser, en proposant des déclinaisons en différentes langues », et la version améliorée proposée par David Friedland a fait l'unanimité, après des discussions entre wikipédiens pour régler les derniers détails. 
En 2010, le logo a été modifié, cette-fois ci sans consulter la communauté, ce qui a provoqué des critiques. Le sous-titre (en français « l'encyclopédie libre ») n'est plus en italique pour améliorer sa lisibilité.

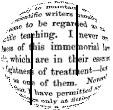
2001 (en anglais)
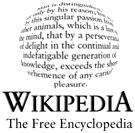
2001 - 2003 (en anglais)
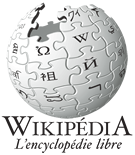
2003 - 2010 (en français)
depuis 2010 (en français)